# Uedding
Uedding ist ein Ortsteil der kreisfreien Großstadt Mönchengladbach in Nordrhein-Westfalen. Es liegt im Stadtbezirk Mönchengladbach Ost. Bis zum 22. Oktober 2009 gehörte Uedding zum Stadtteil Neuwerk.

## Lage

Oben in der Ecke sieht man den Stadtteil Uedding!

Uedding grenzt im Osten an die Stadt Korschenbroich und an die Niers, im Süden an den Mönchengladbacher Stadtteil Eicken, im Westen an den Mönchengladbacher Stadtteil Lürrip und im Norden an die Stadtteile Neuwerk und Flughafen.

## Geschichte
Vor etwa 700 Jahren im Jahre 1322 tauchte der damalige Name Uddinck zum ersten Mal urkundlich auf. Er wandelte sich im Laufe der Zeit in Uddinc, Uddinch, Uddonck, Uddunck, Uddinghe und Uddyngh – bis irgendwann der heutige Name Uedding entstand. Die Honschaft ist der älteste Teil des Bezirks Mönchengladbach Ost. 1794 besetzten französische Revolutionstruppen das Gebiet und siedelten sich unter anderem im Schloss Myllendonk an. Uedding besaß auch eine Nonnenmühle, die eine Wassermühle war, die dann zu einer Ölmühle verarbeitet wurde. Die meiste Zeit stand die Nonnenmühle im Besitz des Klosters Neuwerk. Die Nonnenmühle wird heute als Wohnbereich genutzt.

### Religion
Die Gemeinde Bürgermeisterei Unterniedergeburth gehörte zur katholischen Pfarre St. Mariä Himmelfahrt in Gladbach. In der seit 1135 nachgewiesenen Klosterkirche in Neuwerk selber wurde anfangs nur für die Nonnen des Benediktinerinnenstifts die Messe gehalten, seit 1466 konnten auch die Bewohner der umliegenden Höfe dort dem Gottesdienst beiwohnen. Zur eigentlichen Pfarrgründung kam es allerdings erst mit der Pfarrerhebung am 17. Mai 1804. Bereits 1802 war das Benediktinerinnenkloster aufgelöst worden und die Kirche dem ehemaligen Karmeliten Michael Giesen überlassen worden, um dort die Messe zu feiern. Die Kirche wurde unter das Patrozinium St. Mariä Himmelfahrt gestellt, Mitpatronin ist die hl. Barbara. Der Pfarrbezirk umfasste neben dem politischen Gemeindebezirk Unterniedergeburth auch die Honschaft Uedding, was bei der kommunalen Neuordnung 1836 eine Angleichung von Pfarr- und Gemeindegrenzen zur Folge hatte. 1890–1891 wurde aus durch das Kapital der Stiftung des bereits 1872 verstorbenen Johann Matthias Dohr in der Honschaft Bettrath die Herz-Jesu-Kirche errichtet, die anfangs als Rektorat, seit 1899 als selbständige Pfarre unter dem Patronat des Heiligsten Herzens Jesu die Honschaft Bettrath und Hoven betreut. 1957 kam es schließlich zur Gründung der Pfarrvikarie in der südlichen Honschaft Uedding, die unter das Patronat des hl. Pius X. gestellt wurde.
2004 wurde im Zuge der Umstrukturierungen im Bistum Aachen die Gemeinschaft der Gemeinden Neuwerk mit den Pfarren Bettrath, Uedding und Neuwerk gegründet, die von einem Pastoralteam geleitet wurde. Nach dem Weggang der beiden katholischen Pfarrer wurde die Gemeinde kurzzeitig vom Pfarrer der benachbarten Gemeinde Lürrip mitbetreut; bis Januar 2013 war der Regionaldekan Pfarradministrator, seit Januar 2013 ist Pfarrer Biste leitender Pfarrer der zeitgleich neugegründeten Pfarre Maria von den Aposteln Neuwerk, die die ehemaligen Pfarreien Mariä-Himmelfahrt Neuwerk, St. Pius X. Uedding und Herz Jesu Bettrath umfasst.

## Sehenswürdigkeiten und Freizeit

### Schloss Myllendonk und der Golfplatz

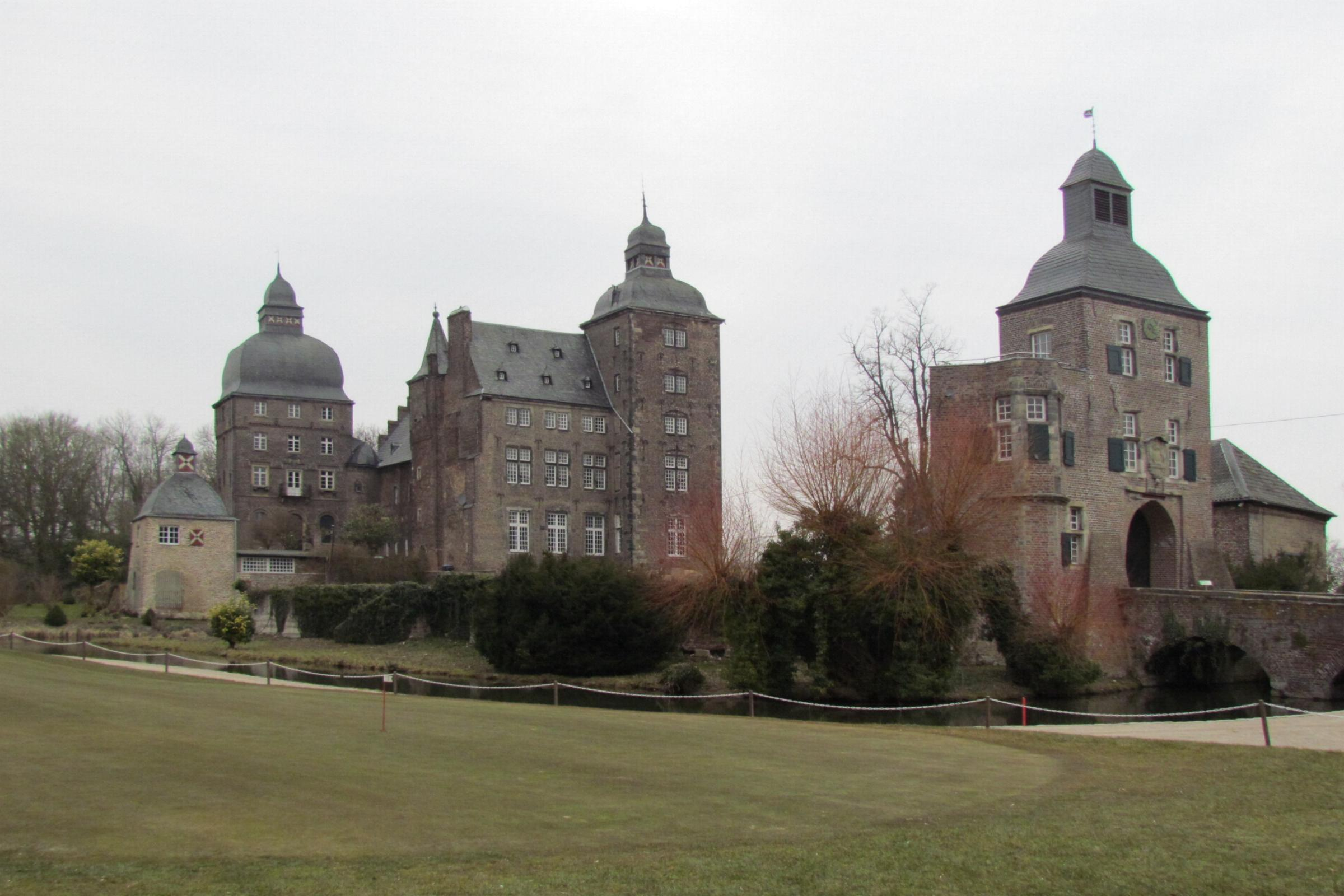
Schloss Myllendonk

Das im 16. Jahrhundert erbaute Schloss Myllendonk liegt direkt an der Niers. Früher wurde das Schloss von vielen adligen Bewohnern bewohnt, wie Therese von Wüllenweber, die in diesem Schloss auch geboren wurde. Heute liegt das Schloss im privaten Besitz und gehört zu einem Golfclub. Heute befindet sich auf dem zum Schloss gehörenden Areal ein 18-Loch-Meisterschafts-Golfplatz. Die Anlage wird vom Golfclub Myllendonk betrieben. Der Club wurde 1965 mit neun Spielbahnen gegründet und im Jahr 1980 auf 18 Loch erweitert. Der Platz bietet heute eine Herausforderung für alle Spielstärken.
Die Spielbahnen sind im Schlosspark mit altem Baumbestand eingebettet; es gibt zahlreiche Wasserhindernisse.

### Trabrennbahn
Die Trabrennbahn Mönchengladbach ist die älteste Trabrennbahn Deutschlands. Sie liegt in der Nähe des Mönchengladbacher Flughafens im Stadtteil Uedding. Nach mehreren Namensänderungen und Vereinsneugründungen ist seit 2008 der „Verein zur Förderung des Rheinischen Trabrennsportes e. V.“ Organisator des Rennbetriebs. Renntage finden in der Regel ein bis zwei Mal im Monat statt.

### Flughafen

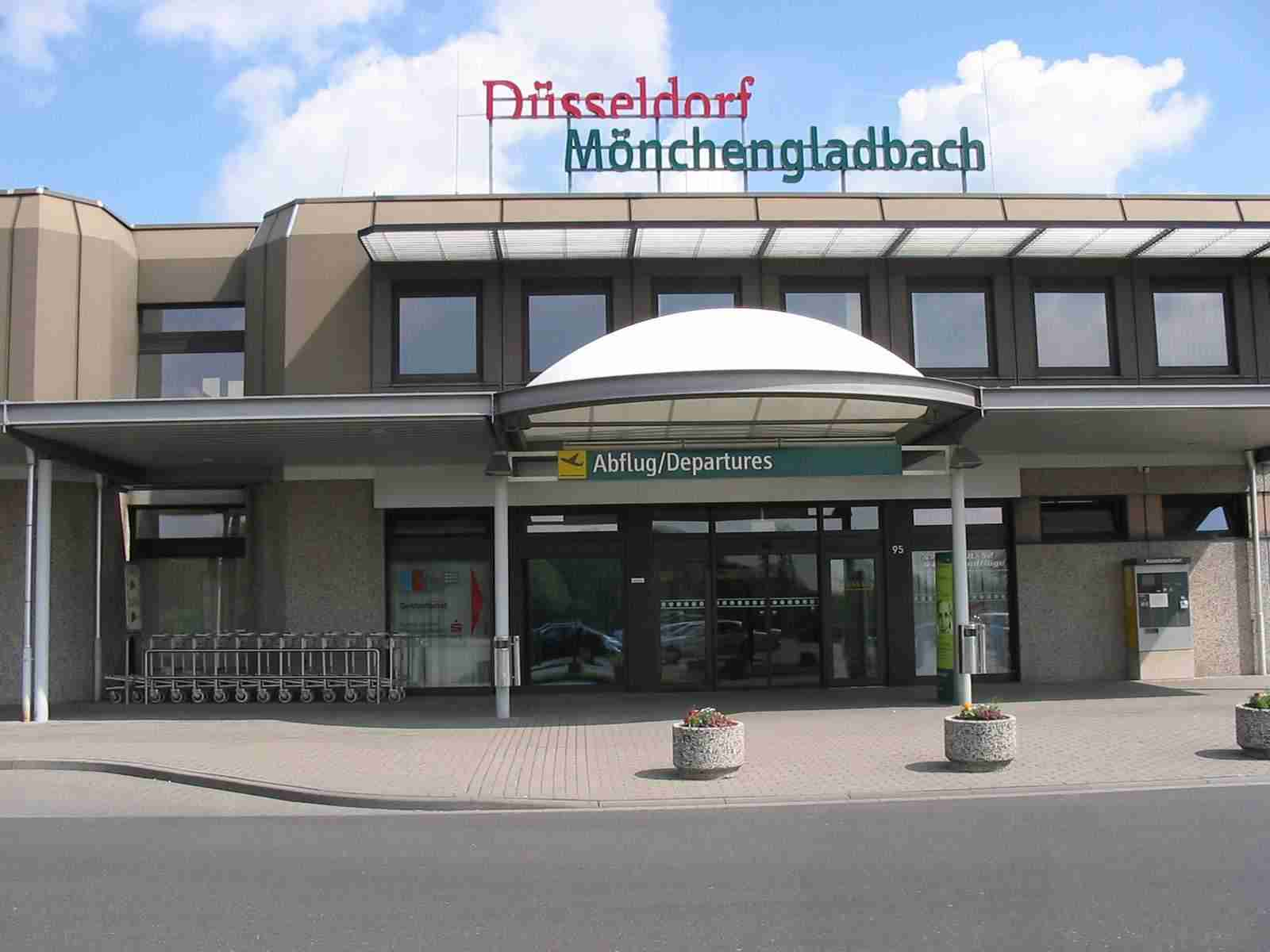
Flughafen Mönchengladbach

Der Verkehrslandeplatz Mönchengladbach ist ein deutscher Verkehrslandeplatz im Nordosten der Stadt Mönchengladbach. Es finden bis zu 45.000 Flugbewegungen jährlich statt. Damit ist der Flughafen der zweitgrößte Flughafen für die Allgemeine Luftfahrt in Deutschland.

### Hugo-Junkers-Hangar

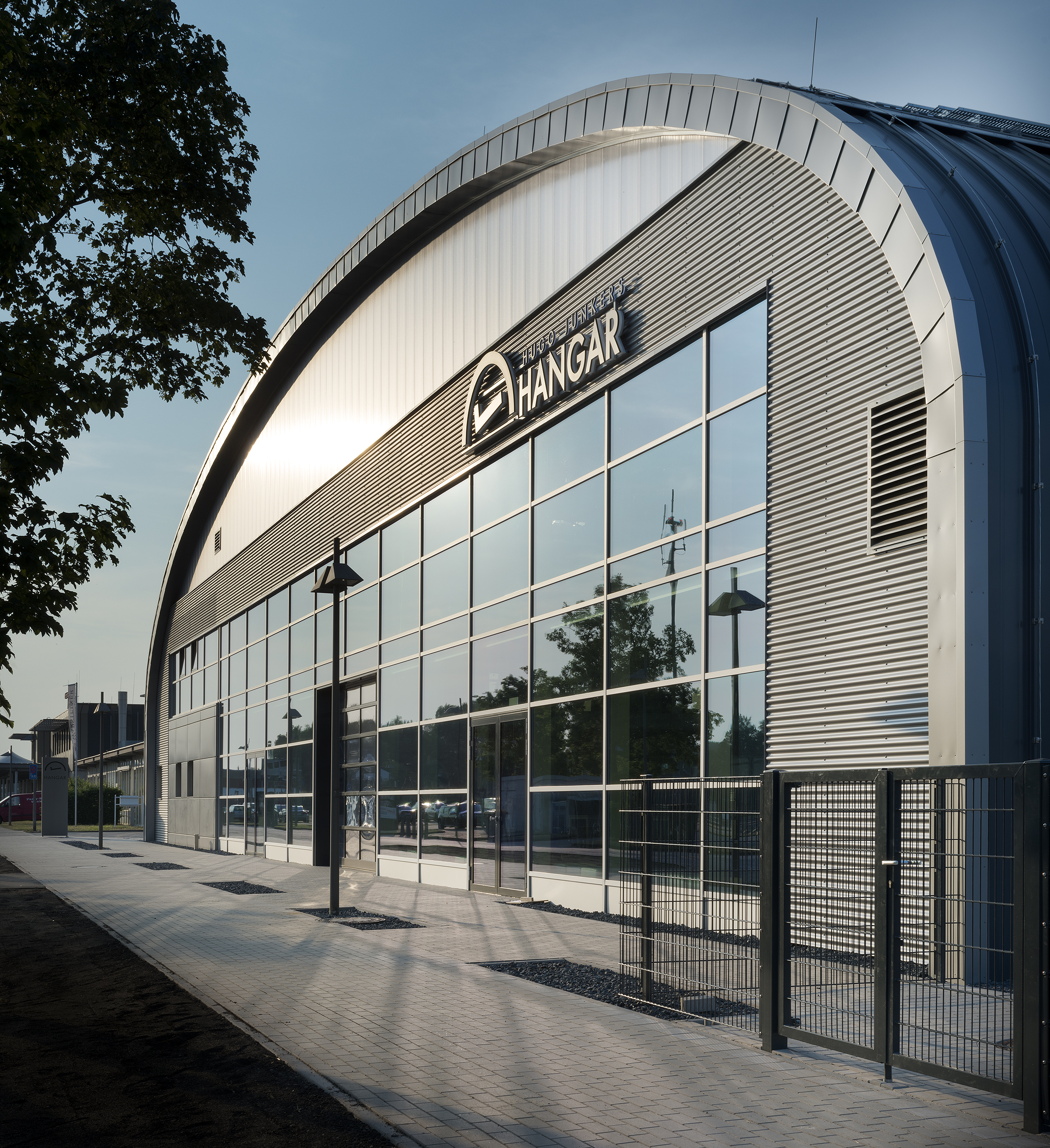
Hugo Junkers Hangar

Der Hugo Junkers Hangar am Flughafen Mönchengladbach ist seit Juni 2015 Heimat der flugfähigen Ju 52 HB-HOY. Das multifunktional nutzbare Gebäude, in dem auch eine Ausstellung zu Leben und Werk von Hugo Junkers zu sehen ist, dient zugleich als Veranstaltungshalle. Der gewählte Namen für das Bauwerk birgt Verwechslungsgefahr mit der von Junkers entwickelten Stahl-Lamellenhalle, einem patentierten Hallenbausystem, das auch für Hangars eingesetzt wurde. Im Sommer finden Events wie das „Oldtimer Fly- & Drive In“ statt.

### Bezirkssportanlage Uedding
In der Bezirkssportanlage Uedding werden mehrere Sportarten gespielt, hier überwiegt der Fußball. Die Bezirkssportanlage besteht aus einem großen Kunstrasen-Feld und einem großen Rasenfeld. Außerdem kann man noch auf zwei Gummiplätzen hobbymäßig Fußball spielen. Direkt daneben liegen zwei Tennisplätze, die der Turnerschaft Lürrip gehören.

### Abenteuerspielplatz
Für Kinder und Jugendliche bietet sich die Möglichkeit am Abenteuerspielplatz zu bauen und sich die Zeit zu vertreiben. Der Abenteuerspielplatz liegt im Osten, direkt an der Niers.

### St.Pius X Uedding
In der Mitte des Stadtteils Uedding liegt die Kirche, die zu der Pfarre Maria von den Aposteln gehört. Sie wurde 1958 fertiggestellt.

### Niers
Die Niers verläuft unter anderem durch den Stadtteil Uedding. An der Niers gibt es viele Rad- und Wanderwege, die auch häufig von Pferden benutzt werden, das liegt daran, dass es an der Niers viele Bauernhöfe gibt. An der Niers liegt auch das Schloss Myllendonk. Der Fluss verläuft von Rheydt bis nach Viersen und fließt somit auch an der Trabrennbahn Mönchengladbach vorbei.

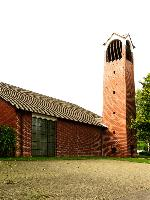
Ueddinger Kirche

## Sagen
Es gilt die Sage, dass in der Linde am Friedhof ein Schatz versteckt ist, der dort von den französischen Revolutionstruppen abgelegt wurde, ob dies stimmt weiß keiner.

## Industriegebiet
Im Industriegebiet von Uedding, das von der Krefelder Straße und dem Willicher Damm befahrbar ist, liegen sehr viele produzierende Unternehmen. Dieses Industriegebiet gibt sehr vielen Ueddingern Arbeitsplätze. Unter anderem ist dort ein Standort der EGN Entsorgungsgesellschaft Niederrhein und der Dekra. Außerdem sind entlang dieses Industriegebietes viele Autohäuser gelegen, wie z. B. der Autosalon am Park.

## Verkehr

### Straßenverkehr
Uedding ist über drei Autobahnanschlussstellen an das Autobahnnetz angebunden: Die Anschlussstelle Mönchengladbach-Nord an der A 52 liegt am Stadtteil Bettrath-Hoven, über die ebenfalls an der A 52 gelegene Anschlussstelle Mönchengladbach-Uedding erreicht man Uedding, die Anschlussstelle Mönchengladbach-Ost an der A 44 sorgt für die Anbindung der Stadtteile Neuwerk-Mitte, Flughafen und Uedding.
Mehrere Buslinien der NEW mobil und aktiv Mönchengladbach verbinden den Stadtteil direkt dem Mönchengladbacher Stadtzentrum, weiteren Stadtteilen und den Nachbarstädten Viersen und Willich.

### Luftverkehr
Der Verkehrslandeplatz Mönchengladbach (auch als Flughafen Mönchengladbach oder Flughafen Düsseldorf Mönchengladbach bezeichnet) liegt im Nordosten des Stadtbezirks.